# Andrej Ivanovič Erëmenko
Andrej Ivanovič Erëmenko (in russo Андрей Иванович Ерёменко?; Markovka, 14 ottobre 1892 – Mosca, 19 novembre 1970) è stato un generale e maresciallo sovietico, insignito del grado di eroe dell'Unione Sovietica, la massima onorificenza militare sovietica.
Prese parte alla Rivoluzione d'ottobre e nel 1918 aderì al Partito Comunista dell'Unione Sovietica. Protagonista di molte battaglie sul fronte orientale durante la seconda guerra mondiale, ebbe un ruolo decisivo soprattutto durante la battaglia di Stalingrado, in cui diresse la prima fase difensiva per poi prendere parte alla seconda fase offensiva (operazione Urano), contribuendo all'accerchiamento delle forze tedesche. In seguito continuò a guidare vari "fronti" sovietici: comandante del secondo fronte baltico, contribuì alla liberazione della Crimea (1944); partecipò all'offensiva del Baltico (fine del 1944); comandante del quarto fronte ucraino riuscì a conquistare i Carpazi. Concluse la guerra partecipando all'offensiva su Praga.
Nel 1956 entrò a far parte del Comitato centrale del PCUS e divenne alto funzionario al Ministero della Difesa.

## Biografia
Nato a Markovka (ora Markivka, nell'attuale Ucraina) da una famiglia di contadini, Erëmenko fu arruolato nell'esercito imperiale nel 1913. Prestò servizio sul fronte romeno durante la prima guerra mondiale. Fu arruolato nell'Armata Rossa nel 1918, dove prestò servizio nella leggendaria cavalleria di Semën Michajlovič Budënnyj (Prima armata di cavalleria russa). Frequentò la Scuola di Cavalleria di Leningrado e poi l'accademia militare Frunze, in cui si diplomò nel 1935. Fu membro del partito comunista dal 1918.

### Seconda guerra mondiale
Considerato uno dei giovani generali più promettenti dell'Armata Rossa ed un esperto della nuova guerra con mezzi corazzati, Erëmenko nel 1939, fu posto al comando del 6º Corpo di cavalleria (meccanizzato) con cui partecipò all'invasione della Polonia orientale a seguito del Patto Molotov-Ribbentrop. L'operazione fu caratterizzata da carenze organizzative e il generale fu costretto a chiedere un ponte aereo di emergenza per la fornitura del carburante. Dopo aver partecipato anche all'occupazione dei Paesi Baltici nella primavera 1940, assunse il comando del nuovo 3º Corpo meccanizzato, in fase di costituzione nel Distretto militare speciale Nord-Occidentale. Mentre poi passò a controllare il Distretto Militare di Transbaikal, nel periodo in cui l'Operazione Barbarossa ebbe inizio, nel giugno del 1941.

### Operazione Barbarossa
Otto giorni dopo l'inizio dell'invasione, Erëmenko fu richiamato a Mosca, dove fu nominato Comandante facente funzione del Fronte occidentale sovietico, due giorni dopo che il comandante precedente, il generale dell'Esercito Dmitrij Grigor'evič Pavlov, era stato giustiziato per incompetenza. Il 4 luglio il comando del gruppo di armate occidentali fu assunto direttamente dal Commissario del Popolo maresciallo Semën Konstantinovič Timošenko ed Erëmenko divenne suo vice. Il 14 agosto 1941 Erëmenko fu posto a capo
del gruppo di armate di Brjansk con il compito di contenere l'offensiva tedesca verso Mosca condotta dai carri armati dal generale Heinz Guderian. Il 24 agosto Stalin, in cambio della promessa di Erëmenko di bloccare Guderian, gli assegnò alcune divisioni di rinforzo ma l'urto dei carri armati tedeschi non fu sopportato dall'Armata Rossa. Nei primi giorni dell'ottobre, quando iniziò la battaglia di Mosca, Erëmenko dovette accusare alcune pesanti sconfitte e tra il 7 e il 19 ottobre gran parte delle sue truppe rimase vittima dell'accerchiamento e dell'annientamento nelle sacche di Brjansk e di Vjaz'ma.

### Stalingrado
Nel 1942, in difesa di Stalingrado, riuscì ad accerchiare l'armata di Friedrich Paulus.  Nel marzo del 1943, fu trasferito al Fronte di Kalinin, che rimase relativamente tranquillo fino a settembre. Cooperò quindi col maresciallo Fëdor Ivanovič Tolbukhin per la riconquista della Crimea.

### Le campagne del 1943-1945
Successivamente fu comandante sul fronte ucraino e, tra il 1944 e il 1945, riconquistò la zona dei Monti Tatra e dei Monti Beschidi, nei Carpazi.

### Dopoguerra
Tra il 1945 e il 1946, fu Comandante in Capo del Distretto Militare dei Carpazi, dal 1946 al 1952 Comandante in Capo del Distretto Militare della Siberia occidentale, e dal 1953 al 1958 Comandante in Capo del Distretto Militare del Caucaso del Nord.
L'11 marzo 1955, Erëmenko, insieme a cinque altri comandanti, fu nominato Maresciallo dell'Unione Sovietica. Dal 1956 cominciò a far parte del comitato centrale del PCUS e nel 1958 fu nominato Ispettore Generale per il Ministero della Difesa, un ruolo prettamente cerimoniale che gli permise di andare in pensione nello stesso anno. Morì 19 novembre 1970. L'urna contenente le sue ceneri si trova nella necropoli delle mura del Cremlino.

## Opere
- Andrej Ivanovič Erëmenko, Barbarossa 1941, Roma, Editori Riuniti, 1968.